# Cancelliere della Repubblica Dominicana
Il Cancelliere della Repubblica Dominicana (in spagnolo Canciller de la República Dominicana) è il ministro degli esteri del paese caribico, membro del Gabinetto della Repubblica (governo). Dal 16 agosto 2020 la carica è occupata da Roberto Álvarez Gil.
Al cancelliere il capo dello Stato delega l'attuazione della politica estera. L'organo ha duplice funzione. Come carica dello Stato fa parte del governo, la sua nomina e il suo status sono disciplinati dalla legge nazionale ed è il vertice di tutta l'amministrazione degli affari esteri. Come responsabile delle relazioni internazionali del paese è intermediario tra la Repubblica Dominicana e gli Stati esteri, e per suo tramite si intrattengono le relazioni diplomatiche, rientranti nell'ambito del diritto internazionale. Tanto la nomina quanto la cessazione del cancelliere sono oggetto di notifica ai responsabili diplomatici esteri accreditati nel paese.

## Storia
La carica deriva da quella di Ministro (segretario di Stato) per le relazioni estere istituita il 4 aprile 1874. In precedenza potevano svolgere funzioni diplomatiche solo il Presidente della Repubblica o, in suo nome, uno dei ministri indicati dalla Costituzione del 1844: di giustizia e della pubblica istruzione; di polizia e degli interni; di commercio e della finanza; della guerra e della marina.